# Авария (морское право)
Общая авария (англ. general average) — в морском праве ситуация, потребовавшая пожертвования частью груза или оборудования в целях спасения судна, груза и фрахта; также понесённый от этой ситуации ущерб
.
Убытки от общей аварии распределяются между судовладельцем, всеми грузовладельцами, независимо от того, чей именно груз был пожертвован.
Убытки, расходы и взносы от общей аварии страхуются в соответствии с международными правилами страхования грузов.

## Признаки общей аварии
Для отнесения убытков к общей аварии необходимо, чтобы расходы и убытки были:
- намеренными;
- разумными;
- чрезвычайными;
- понесёнными в целях спасения судна, груза и фрахта от общей для них опасности.[2]

## Виды общей аварии

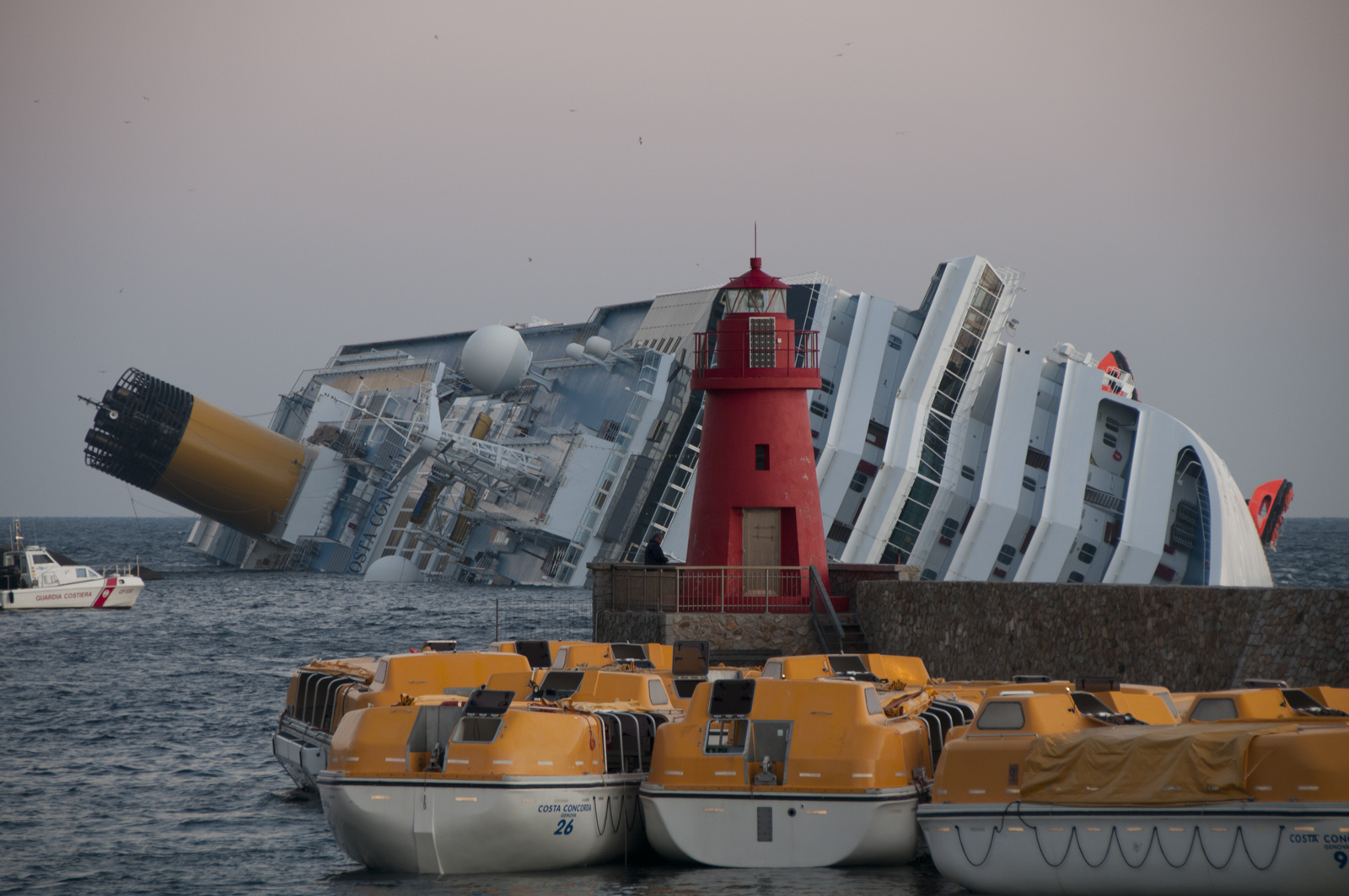
Авария круизного лайнера Коста Конкордия

Различают следующие виды общей аварии:
- Выбрасывание груза за борт
- Тушение пожара
- Намеренная посадка судна на мель
- Снятие судна с мели
- Заход судна в место убежища
- Перемещение на борту судна, выгрузка либо обратная погрузка груза, топлива или предметов снабжения
- Временный ремонт судна
- Постоянный ремонт судна
- Задержка судна ради общей безопасности
- Признание судна непригодным к плаванию
- Спасание судна с грузом
- Меры по предотвращению или уменьшению ущерба окружающей среде
- Повреждение или гибель груза, топлива либо предметов снабжения
- Потеря фрахта
- Заменяющие расходы
- Гибель судна

В современных условиях судоходства считавшиеся когда-то классическими примерами общей аварии случаи пожертвования частью судового имущества или груза (выбрасывание груза за борт, сжигание судового оборудования вместо топлива, затопление горящего судна и т. п.) встречаются сравнительно редко. Вследствие увеличения размеров судов, расширения сети портов, создания во многих странах специализированных спасательных служб и организаций, улучшения средств связи судовладельцы гораздо чаще прибегают к другим способам спасения судна и груза от общей опасности — к использованию услуг спасателей, заход в порт-убежище, и др.

## Йорк-Антверпенские правила
Главным международным правовым актом, регламентирующим отношения по общей аварии являются Йорк-Антверпенские правила.
Первая попытка международной унификации правил об общей аварии была предпринята в XIX веке, когда в Гааге в 1860 году состоялась соответствующая конференция, а в 1864 году в Йорке были приняты Йоркские правила общей аварии. В 1877 году они были пересмотрены в Антверпене, уточнены в Йорке в 1890 г. и с тех пор носят название Йорк-Антверпенских правил. В XX веке Йорк-Антверпенские правила пересматривались неоднократно — в 1924, 1950, 1974 и 1994 гг.

## Общая и частная аварии
Убытки, происходящие по тем или иным причинам во время морской перевозки, морское право подразделяет на два вида: общую аварию и частную аварию. Под частной аварией понимают ненамеренный ущерб, причинённый судну или грузу.Правовые последствия общей и частной аварий различны. Убытки, составляющие частную аварию, относятся на счет того, кто их понес (судовладелец, перевозчик или грузовладелец), или на того, кто отвечает за их причинение. Расходы или пожертвования, отнесенные к общей аварии, распределяются между всеми участниками перевозки пропорционально стоимости судна, груза или фрахта. Убытки по общей аварии распределяются между всеми участниками перевозки и в том случае, когда опасность, вызвавшая чрезвычайные расходы или пожертвования, возникла по вине третьего лица или одного из участников договора морской перевозки — п.3.ст.285 Кодекса торгового Мореплавания РФ.